# Dímero de timina
Um dímero de timina é a ligação covalente entre dois resíduos de timina adjacentes dentro de uma molécula de ADN, muitas vezes catalisado por radiação ultravioleta ou por agentes químicos mutagénicos. É uma exemplo de um tipo mais geral de dano no ADN conhecido como dímeros de pirimidina que, como o nome sugere, pode ocorrer entra pares adjacentes de bases pirimidínicas (C, T, U) (tal como entre 2 citosinas ou uma citosina e um uracilo). Enzimas de reparo de excisão e o sistema de reparo de ADN, muitas vezes podem reconhecer e reparar este tipo de dano. Em muitos organismos, fotoliases de ADN podem reparar o dano directamente através da clivagem do dímero.
Dímeros de timina não reparados ou reparados incorrectamente, e as resultantes mutações podem contribuir para o cancro da pele.